# Tochmarc Emire
Tochmarc Emire (['toxmark 'evʼirʼe] „Das Werben um Emer“) ist eine Erzählung aus der irischen Mythologie. Sie gehört innerhalb des alt- und mittelirischen Ulster-Zyklus zu den remscéla, den Vorerzählungen des großen Heldenepos Táin Bó Cuailnge („Der Rinderraub von Cooley“). In einer Fassung aus dem 10. Jahrhundert (im Lebor na hUidre, „Das Buch der dunklen Kuh“) ist sie in Teilen und in einer Überarbeitung aus dem 12. Jahrhundert zur Gänze überliefert.

## Inhalt
Tochmarc Emire berichtet vom Brautwerben des jungen Cú Chulainn um Emer. Er findet sie nach langer Suche in der Burg ihres Vaters Forgall Manach und will sie unbedingt heiraten. Emer und ihr Vater wollen aber den jugendlichen und unerfahrenen Helden nicht erhören, ehe er nicht einige Aufgaben erfüllt hat. So muss er hundert Männer im Zweikampf getötet haben, einen Burgwall überspringen und dabei mit einem Streich acht Männer erschlagen, Gold aus der Burg ihres Vaters rauben und fast ein Jahr lang ohne Schlaf um die Insel wandern. Schließlich muss er noch eine Schulung bei der gefürchteten Krieger-Königin Scáthach durchmachen. Cú Chulainn zieht nach Alba (Schottland), wo Scathach wohnt, begleitet von Conall Cernach und Loegaire Buadach, die ihn jedoch bald entmutigt verlassen. Nach einigen Prüfungen erreicht er Scathachs Burg, erzwingt den Zutritt, überwältigt ihre Tochter Uathach und wird von der Königin gemeinsam mit dem älteren Fer Diad in den Geheimnissen des Kampfes unterrichtet. Im Kampf gegen Aife unterstützt er seine Lehrmeisterin und schwängert die Unterlegene, die ihm deshalb den Sohn Connla gebiert. Schließlich gibt Scathach ihm auch noch den Todesspeer Gae Bolga zum Abschied.
Bei seiner Rückkehr nach Irland erreicht Cú Chulainn nun Emers Zustimmung zur Hochzeit, nicht aber die ihres Vaters, den er deshalb bekriegt, seines Schatzes beraubt und tötet, sowie Emer entführt. Nahezu gleichzeitig beginnt aber der Kampf zwischen Ulster und Connacht, wo er seine größten Heldentaten verrichtet. Die Erzählungen Serglige Con Chulainn ocus oenét Emire („Cú Chulainns Krankenlager und die einzige Eifersucht Emers“) und Aided Oenfir Aífe („Der Tod von Aífes einzigem Sohn“) sind die Fortsetzungen dieser Sage.